# Bitwa pod Nashville
Bitwa pod Nashville – starcie zbrojne, które miało miejsce w dniach 15–16 grudnia 1864 roku, pod miastem Nashville w stanie Tennessee w USA w trakcie wojny secesyjnej.

## Przygotowania
Podczas ostatniej desperackiej próby wyparcia armii generała Williama Shermana z Georgii generał John Hood w listopadzie 1864 poprowadził Armię Tennessee na północ do Nashville. Pomimo że Hood poniósł ogromne straty 30 listopada w bitwie pod Franklin, kontynuował ofensywę. Następnego dnia większość armii unii pod dowództwem generała George’a Thomasa dotarła do miasta. Armia Hooda dotarła na przedmieścia Nashville 2 grudnia, zajęła pozycję na linii wzgórz, a unioniści zaczęli budować fortyfikacje wokół miasta.
Inżynier armii Unii, generał brygady James St. Clair Morton, nadzorował budowę fortyfikacji w Nashville w latach 1862–1863. Od 1 do 14 grudnia Generał Thomas przygotowywał się do bitwy, chcąc zniszczyć armię Hooda. W nocy 14 grudnia Thomas poinformował generała Henry’ego Hallecka, szefa sztabu generała Granta, że zamierza atakować następnego dnia. Thomas miał zamiar zaatakować obie flanki Hooda.

## Przebieg bitwy
Przed wschodem słońca 15 grudnia pierwsi żołnierze Unii, dowodzeni przez generała majora Jamesa Steedmana, byli gotowi do ataku na prawą flankę konfederatów. Unioniści przeprowadzili atak, zatrzymując jeden z konfederackich korpusów przez resztę dnia. Atak na lewą flankę Hooda rozpoczął się dopiero po południu na Montgomery Hill i zakończył się jego zdobyciem. Po tym sukcesie unioniści zaatakowali całą lewą flankę konfederatów i po długotrwałych walkach ostatecznie odnieśli zwycięstwo.
Pomimo że pobity i ze słabą linią bojową, generał Hood był wciąż bardzo pewny siebie. Ustanowił główną linię obrony wzdłuż niskiego pasma górskiego, około dwóch mil na południe od poprzedniej pozycji. Ufortyfikował na swoich flankach wzgórza Shy's i Overton's. IV korpus Unii rozpoczął budowę fortyfikacji 250 jardów od nowej linii konfederackiej. Późnym rankiem inne oddziały Unii podeszły pod konfederackie linie i zajęli pozycję naprzeciwko nich.
Unioniści rozpoczęli atak na Overton's Hill na silnie umocnionej prawej flance wojsk Hooda. Ta sama brygada, która poprzedniego dnia zdobyła Montgomery Hill, otrzymała rozkaz zajęcia Overton's Hill. Ten atak, chociaż dobrze przeprowadzony, został odparty. Mimo to unionistom udało się zająć Shy's Hill. Widząc ten sukces, inne oddziały Unii jeszcze raz zaatakowały i zdobyły Overton's Hill. Armia Hooda uciekła. Generał Thomas rozpoczął pościg za konfederatami. Przez dziesięć dni ścigał armię konfederacką, dopóki nie przekroczyła ona rzeki Tennessee. Hood wycofał się do Tupelo, po czym podał się do dymisji.